# Johannes Grünwalder
Johannes Grünwalder (Munique, cerca de 1390 – Viena, 2 de dezembro de 1452) foi um pseudocardeal bávaro da Igreja Católica, que foi príncipe-bispo de Freising. 

## Biografia
Era filho ilegítimo de João II, Duque da Baviera-Munique, e Anna Pirsser. Para garantir seu sustento, foi escolhida para ele a carreira eclesiástica. Recebeu sua primeira educação no convento agostiniano de Indersdorf. Logo se destacou quando, ainda noviço, escreveu uma obra considerada modelo: Regel des Heiligen Augustinus (A Regra de Santo Agostinho). Já aos dezessete anos tornou-se cônego da Catedral de Freising e foi estudar em Viena. Em 1414 tornou-se reitor de Isen e em 1416 pároco da paróquia de São Pedro em Munique, embora nunca tenha exercido este cargo. De 1416 a 1418 estudou direito canônico e direito civil na Universidade de Pádua, obtendo assim a licenciatura em utroque iure.
Johannes encontrou-se em uma posição favorável quando Hermann von Chili, bispo de Freising, morreu repentinamente em 13 de dezembro de 1421, de modo que sua cátedra episcopal ficou livre: apoiado pelo favor dos Wittelsbachs, foi eleito bispo pelo capítulo da Catedral de Freising em janeiro de 1421. No entanto, havia outros dois aspirantes ao mesmo cargo e o duque Alberto II de Habsburgo manifestou-se, ao Papa Martinho V, a favor de Alberto de Pottendorf, enquanto Henrique XIV da Baviera apoiou a candidatura de Nicodemos della Scala. Alberto desistiu de seu candidato, apoiando Nicodemos, enquanto João II da Baviera e o capítulo da catedral apoiaram Grünwalder. O papa ignorou a decisão do capítulo e em 22 de março de 1422 decidiu por Nicodemos. No outono de 1422, com a mediação de Eberardo III de Neuhaus, arcebispo de Salzburgo, chegou-se a um acordo: Grünwalder renunciou ao cargo episcopal e foi nomeado vigário-geral permanente com um salário anual especial, enquanto Nicodemos tornou-se, em 7 de dezembro 1423, príncipe-bispo de Freising.
No Concílio de Basileia Grünwalder foi, a partir de janeiro de 1432, uma das figuras-chave. Como o bispo Nicodemos se apresentou como representante do duque Alberto II de Habsburgo, coube a Grünwalder representar os interesses da diocese de Freising. Em 1432, Nicodemos partiu para o principado de Frankfurt e nunca mais regressou ao Concílio, pelo que numerosas e importantes tarefas recaíram sobre os ombros de Grünwalder. Portanto, coube a ele conduzir o julgamento contra Luís VII da Baviera-Ingolstadt, conhecido como O Barbudo; esteve envolvido nas negociações de paz entre a França e a Inglaterra; examinou, em nome do Concílio, o julgamento romano; em 1436 ele negociou com a Igreja Ortodoxa Grega. No final de abril de 1437, deixou o Concílio para retornar à sua diocese para presidir dois sínodos diocesanos (abril de 1438 e julho de 1439).
Em 25 de julho de 1439, o Concílio de Basileia declarou deposto o Papa Eugênio IV e escolheu a Amadeu VIII, Duque de Saboia como novo pontífice, que assumiu o nome de Papa Félix V. Ele solicitou com urgência a sua presença em Basileia. Grünwalder foi até lá e causou sensação com seu escrito Traktat über die Autorität Allgemeiner Konzilien ("Tratado sobre a Autoridade do Concílio"), no qual explica que o Concílio é superior ao Papa, pois tira seu poder diretamente de Cristo. Ele ficou do lado de Félix V e conseguiu que Alberto III da Baviera-Munique o reconhecesse publicamente. Como recompensa, Félix V elevou João à púrpura de cardeal em 12 de outubro de 1440, atribuindo-lhe o título de cardeal-presbítero dos Santos Silvestre e Martinho nos Montes.
Quando Nicodemos morreu em 13 de agosto de 1433, o capítulo da catedral de Freising manifestou-se unanimemente em 13 de setembro a favor de Grünwalder como bispo de Freising, como já havia acontecido em 1422. A escolha foi regularmente confirmada pelo Arcebispo de Salzburgo João II de Reisberg e Johannes entrou em Freising em 10 de outubro como bispo da diocese. Entretanto, Kaspar Schlick, o poderoso chanceler dos soberanos alemães, apoiou o seu irmão Henrique como novo bispo de Freising, recebendo o apoio do rei Frederico III de Habsburgo. Como nem Félix V nem Eugênio IV desejavam estragar as suas relações com o rei, a resposta à disputa sobre quem deveria ocupar o bispado de Freising demorou muito. Em janeiro de 1444, o Papa Eugênio IV declarou Henrique o bispo legítimo de Freising. Félix V, porém, não se posicionou de forma alguma. Quatro anos depois, de forma totalmente inesperada, o rei Frederico retirou a candidatura de Henrique II Schlick, pedindo ao Papa Nicolau V em abril de 1448 que retirasse a nomeação de Schlick e nomeasse Grünwalder bispo de Freising. Schlick, portanto, renunciou ao cargo em agosto e Grünwalder, por sua vez, renunciou ao de cardeal, jurou fidelidade ao Papa Nicolau V e foi finalmente proclamado príncipe-bispo de Freising.
Johannes Grünwalder morreu durante as negociações sobre a Coroa húngara em 2 de dezembro de 1452, em Viena, e seu corpo foi enterrado no cemitério de Viena.